# How He Papered the Room
How He Papered the Room è un cortometraggio muto del 1912. Il nome del regista non viene riportato nei credit del film che è interpretato dalla coppia comica composta da John Bunny e Flora Finch.

## Produzione
Il film fu prodotto dalla Vitagraph Company of America.

## Distribuzione
Distribuito dalla General Film Company, il film - un cortometraggio di 150 metri - uscì nelle sale cinematografiche statunitensi il 22 aprile 1912. Nel Regno Unito, venne distribuito il 18 luglio 1912.
Nelle proiezioni, veniva programmato con il sistema dello split reel, accorpato in un'unica bobina con un altro cortometraggio prodotto dalla Vitagraph, la commedia Marshall P. Wilder.